# 984
984 (CMLXXXIV) fue un año bisiesto comenzado en martes del calendario juliano, en vigor en aquella fecha.

## Acontecimientos
- Bermudo II de León es proclamado rey de León después de rebelarse contra Ramiro III de León.
- Batalla de Fýrisvellir entre  Erico el Victorioso y su sobrino Styrbjörn el Fuerte.

## Fallecimientos
- Miró III de Cerdaña, conde de Cataluña.
- 20 de agosto - Juan XIV, papa.